# Cessna 408 SkyCourier
Il Cessna 408 SkyCourier è un aeroplano bimotore a turboeliche ad ala alta sviluppato dall'azienda aeronautica statunitense Textron Aviation.

## Sviluppo
Il Cessna 408 SkyCourier fu annunciato ufficialmente il 28 novembre 2017 dalla Textron Aviation, con introduzione in servizio pianificata per l'anno 2020.
L'aereo fu progettato per soddisfare i requisiti della FedEx Express, che ne è anche il cliente di lancio avendone ordinati 50 nella versione cargo, più un'opzione per ulteriori 50.
Il primo mockup in scala 1:1 del Cessna SkyCourier fu presentato il 16 ottobre 2018, al Business Aviation Convention & Exhibition della National Business Aviation Association (NBAA-BACE) a Orlando, in Florida.
Il 13 marzo 2018 furono effettuati i primi test in galleria del vento che hanno fornito caratteristiche aerodinamiche e dati sul carico strutturale, consentendo di affinare ulteriormente la progettazione dell'aeromobile.
A dicembre 2019 si è proceduto con l'assemblaggio delle ali alla fusoliera, mentre a febbraio 2020 è stata la volta della coda.
A maggio 2019 continuavano i test sui componenti, che interessavano la nuova elica a 4 pale McCauley da 110 pollici, carrello d'atterraggio anteriore e sistema di alimentazione.
A marzo 2020 furono completati con successo i test iniziali a terra del motore, la collaudata turboelica Pratt & Whitney Canada PT6A-65SC. Test a terra hanno verificato la funzionalità del sistema di alimentazione e dei motori, nonché l'interfaccia con i sistemi avionici ed elettrici.
Per quanto riguarda l'avionica, il Cessna SkyCourier sarà dotato del sistema digitale G1000 NXi della statunitense Garmin.
Il primo volo, inizialmente previsto per il 2019, è avvenuto il 17 maggio 2020, quando il prototipo è decollato dal Beech Field Airport di Wichita, nel Kansas. Ai comandi del velivolo c'erano Corey Eckhart e Aaron Tobias, rispettivamente senior test pilot e chief test pilot di Textron Aviation. Durante il volo, durato 2 ore e 15 minuti, il team ha testato le prestazioni, la stabilità e il controllo dell'aeromobile, nonché i suoi sistemi di propulsione, di volo e l'avionica. Al primo prototipo seguiranno altri cinque esemplari per le prove in volo e a terra.
L'aereo, inizialmente, è stato offerto in due configurazioni, una passeggeri ed una cargo. La variante passeggeri, dotata di normali portelli sia per i piloti che per l'imbarco, avrà la capacità di ospitare 19 passeggeri. La variante cargo, invece, sarà caratterizzata da un grande portellone per lo scarico delle merci, e una cabina a pavimento piatto che è dimensionata per gestire fino a tre container LD3 con una capacità di carico utile di 6 000 lb (2 722 kg).
L'uscita di fabbrica ed il roll out del primo esemplare sono avvenuti, a Wichita il 4 febbraio 2022.
Il 14 marzo 2022, a meno di due anni dal primo volo, l'aereo ha ricevuto la certificazione FAA.
La consegna del primo esemplare, allestito in configurazione Cargo variant, è avvenuta il 9 maggio 2022, quando la FedEx, cliente di lancio, ha preso in consegna il primo dei cinquanta esemplari ordinati.
Il 23 maggio 2023 è stato consegnato il primo esemplare nella configurazione Passenger variant, aereo destinato a Western Aircraft, che opera alle Hawaii come Lāna'i Air.
Il 20 maggio 2024, la nuova versione Combi del Cessna 408 SkyCourier ha ottenuto la certificazione FAA.
La versione Combi consente di trasportare un mix tra passeggeri e merci, ovvero nove passeggeri e merci contemporaneamente, rispetto ai diciannove passeggeri della versione passenger variant.

## Versioni
- Cessna 408 SkyCourier Passenger variant - variante con capacità di 19 passeggeri, dotata di finestrini e di normali portelli sia per i piloti che per l'imbarco.[1]
- Cessna 408 SkyCourier Cargo variant - variante cargo, caratterizzata da un grande portellone per lo scarico delle merci, e una cabina a pavimento piatto dimensionata per gestire fino a tre container LD3.[1]
- Cessna 408 SkyCourier Combi variant - variante caratterizzata dalla possibilità di trasportare un mix di nove passeggeri e merci.[22]

## Utilizzatori

### Civili
Australia
- Hinterland Aviation

2 Cessna 408 SkyCourier ordinati a febbraio 2024.
 Canada
- Air Bravo

1 Cessna 408 consegnato il 3 febbraio 2025.
 Messico
- Aerus

2 Cessna 408 SkyCourier ordinati il 21 dicembre 2022.
 Regno Unito
- Titan Airways

2 Cessna 408 SkyCourier ordinati a febbraio 2024.
 Stati Uniti
- Empire Airlines

3 Cessna 408 gestiti per conto di FedEx Feeder.
- FedEx

50 Cessna 408 SkyCourier (più un'opzione per 50 esemplari) ordinati a novembre 2017. Primo esemplare consegnato il 9 maggio 2022.
- Kamaka Air

1 Cessna 408 ordinato il 2 dicembre 2021 e consegnato il 10 febbraio 2023.
- Lana'i Air

1 Cessna 408 ordinato, gestito per conto di Western Aircraft e consegnato il 23 aprile 2023 ed entrato in servizio il 23 maggio successivo.
- Mountain Air Cargo

3 Cessna 408 gestiti per conto di FedEx Feeder.
 Suriname
- Gum Air

1 Cessna 408 SkyCourier ordinato a settembre 2021.
 Italia
- AVIAROMA

Utilizzati per rotte di microraggio per il collegamento di aeroporti minori, in configurazione a 19 posti